# 석동
석동(石洞)은 대한민국 경상남도 창원시 진해구의 행정동 및 법정동이다.

## 개요
석동은 진해구 중부권에 위치한 도시형 주거지로서 편리한 교통망은 물론 대형 쇼핑타운이 있어 유동인구가 많으며 대단위아파트도 있다. 경찰서, 국민체육센터, 법원 및 등기소, 기적의 도서관 등이 위치하며, 교통문화의 중심지이다.
‘석동’이라는 동명은 마을의 고유명인 “돌리(乭里)”에서 유래되었으며 이후 ‘석리’(石里)로 표기되다가 1955년 9월 1일 시로 승격되면서 석동(石洞)으로 불리게 되었으나 아직도 일부 주민들은 "돌리" 라고 부르고 있다. 또한 일제강점기인 1912년 경남에서 최초로 일본인 추방봉기를 하여 높은 항일의식을 보인 유서깊은 마을이다.

## 법정동
- 이동
- 석동

## 교육
- 동부초등학교
- 석동초등학교
- 장복초등학교
- 석동중학교

## 주거
| 단지명            | 건설사       | 시행사           | 주소                    | 입주       | 비고 |
| ----------------- | ------------ | ---------------- | ----------------------- | ---------- | ---- |
| 벚꽃그린빌 2단지  | 남해종합개발 | 대한주택공사     | 진해구 냉천로107번길 14 | 2003년 7월 |      |
| 벛꽃그린빌 4단지  | 경일건설㈜   | 대한주택공사     | 진해구 석동로 80        | 2003년 7월 |      |
| 벛꽃그린빌 3단지  | 삼성중공업   | 대한주택공사     | 진해구 석동로 60        | 2003년 3월 |      |
| 진해석동 푸르지오 | 대우건설     | ㈜미래건설       | 진해구 진해대로 727     | 2006년 8월 |      |
| 진해자이          | ㈜지에스건설 | ㈜한원디벨롭먼트 | 진해구 동진로21번길 26  | 2006년 4월 |      |
| 진해석동 우림필유 | ㈜우림건설   | ㈜우림건설       | 진해구 해원로 45        | 2008년 3월 |      |